# ビビアン・チェルイヨット
ビビアン・チェルイヨット（Vivian Cheruiyot、1983年9月11日 - ）は、ケニアの陸上競技選手。専門は長距離走。
北京オリンピック女子5000mケニア代表。世界陸上競技選手権ベルリン大会女子5000m優勝者。世界陸上競技選手権大邱大会女子5000m,10000m優勝者。世界陸上競技選手権北京大会女子10000m優勝者。リオデジャネイロオリンピック5000ｍ優勝者。また、リオデジャネイロオリンピックでは、メディアに「ビビアン・チェルヨト」と紹介された。

## 経歴
1999年世界ユース陸上競技選手権大会女子3000m優勝者であるアリス・ティムビリリと同じ、リフトバレー州ケイヨ県カプタガトの出身。
2007年6月15日ビスレットゲームズ女子5000mにおいて2位となり、14分22秒51のケニア記録を樹立した。この時チェルイヨットを破り優勝したエチオピアのメセレト・デファーの記録、14分16秒63は世界記録（当時）となった。2007年8月世界陸上競技選手権大会5000mでは14分58秒50の記録で、デファーに次ぐ2位となった
2008年8月22日北京オリンピック5000mに出場し、15分46秒32の記録で5位となった。8月31日ウェールズ・ゲーツヘッドにおいて開催された競技会3000mでは8分33秒66をマーク、2008年女子3000m世界ランキング1位の記録を残した。
2009年、2月バーミンガムの競技会においてケニア女子室内3000m記録を更新する8分30秒53をマークした。また、3月プエルトリコ・サンフアンで開催されたワールズベスト10kmロードで優勝した。8月世界陸上競技選手権大会5000mではシルビア・チェビワット・キベト、デファーらを下し、14分58秒33の記録で優勝した。
2009年暮れ、スペイン・マドリードのバジェカスで開催された10キロロードレースで優勝した。2010年3月に開催されたワールズベスト10kmロードでは2年連続優勝を飾った。
2010年、IAAFダイヤモンドリーグに参戦してローザンヌ・パリ・ブリュッセルの3勝を挙げ、女子5000mの年間種目別優勝者に輝いた。パリで記録した14分27秒41は女子5000mの2010年世界最高記録である。
2011年、8月～9月の世界陸上競技選手権大会5000mと10000mで優勝し二冠を達成。
「ローレウス・スポーツ賞」の女子最優秀選手賞を受賞した。
2016年リオオリンピック10000mで世界歴代3位のタイムで走破し銀メダルを獲得した。
2016年リオデジャネイロオリンピック5000ｍで、10000m金メダリストアルマズ・アヤナ選手の二冠を阻止し金メダルを獲得した。記録は14分26秒18で女子5000ｍのオリンピック記録を更新した。

## 主な戦績
| 年度 | 大会名                             | 開催地             | 順位 | 記録       | 種目     |
| ---- | ---------------------------------- | ------------------ | ---- | ---------- | -------- |
| 1998 | 世界クロスカントリー選手権         | マラケッシュ       | 5位  |            | ジュニア |
| 1999 | 世界クロスカントリー選手権         | ベルファスト       | 2位  |            | ジュニア |
| 1999 | アフリカ競技大会                   | ヨハネスブルグ     | 3位  |            | 5000m    |
| 1999 | 世界ユース陸上競技選手権大会       | ビドゴシチ         | 3位  | 9分04秒42  | 3000m    |
| 2000 | 世界クロスカントリー選手権         | ヴィラモウラ       | 優勝 |            | ジュニア |
| 2001 | 世界クロスカントリー選手権         | オーステンデ       | 4位  |            | ジュニア |
| 2001 | アフリカジュニア陸上競技選手権大会 | Réduit             | 優勝 |            | 5000m    |
| 2002 | 世界クロスカントリー選手権         | ダブリン           | 3位  |            | ジュニア |
| 2002 | 世界ジュニア陸上競技選手権大会     | キングストン       | 3位  | 15分56秒04 | 5000m    |
| 2004 | 世界クロスカントリー選手権         | ブリュッセル       | 8位  |            | ショート |
| 2006 | 世界クロスカントリー選手権         | 福岡               | 8位  |            | ショート |
| 2006 | IAAFワールドアスレチックファイナル | シュトゥットガルト | 3位  | 8分38秒86  | 3000m    |
| 2007 | 世界クロスカントリー選手権         | モンバサ           | 8位  |            | ロング   |
| 2007 | 世界陸上競技選手権大会             | 大阪               | 2位  | 14分58秒50 | 5000m    |
| 2007 | IAAFワールドアスレチックファイナル | シュトゥットガルト | 2位  | 8分28秒66  | 3000m    |
| 2007 | IAAFワールドアスレチックファイナル | シュトゥットガルト | 優勝 | 14分56秒94 | 5000m    |
| 2008 | オリンピック                       | 北京               | 5位  | 15分46秒32 | 5000m    |
| 2008 | IAAFワールドアスレチックファイナル | シュトゥットガルト | 2位  | 8分44秒64  | 3000m    |
| 2008 | IAAFワールドアスレチックファイナル | シュトゥットガルト | 2位  | 14分54秒60 | 5000m    |
| 2009 | 世界陸上競技選手権大会             | ベルリン           | 優勝 | 14分57秒97 | 5000m    |
| 2009 | IAAFワールドアスレチックファイナル | テッサロニキ       | 2位  | 8分30秒61  | 3000m    |
| 2009 | IAAFワールドアスレチックファイナル | テッサロニキ       | 3位  | 15分26秒21 | 5000m    |
| 2011 | 世界陸上競技選手権大会             | 大邱               | 優勝 | 14分55秒36 | 5000m    |
| 2011 | 世界陸上競技選手権大会             | 大邱               | 優勝 | 30分48秒98 | 10000m   |
| 2012 | オリンピック                       | ロンドン           | 2位  | 15分04秒73 | 5000m    |
| 2012 | オリンピック                       | ロンドン           | 3位  | 30分30分44 | 10000m   |
| 2015 | 世界陸上競技選手権大会             | 北京               | 優勝 | 31分31秒44 | 10000m   |
| 2016 | オリンピック                       | リオデジャネイロ   | 2位  | 29分32秒53 | 10000m   |
| 2016 | オリンピック                       | リオデジャネイロ   | 優勝 | 14分26秒18 | 5000ｍ   |

## 記録
- 1500m - 4分06秒65（2007年）
- 3000m - 8分28秒66（2007年）
- 5000m - 14分20秒87（2011年）　※世界歴代7位
- 10000m - 29分32秒53（2016年） ※世界歴代3位
- フルマラソン - 2時間18分31秒（2018年） ※世界歴代8位
- 10km（ロード） - 30分47秒（2012年）